# Cesare Damiano

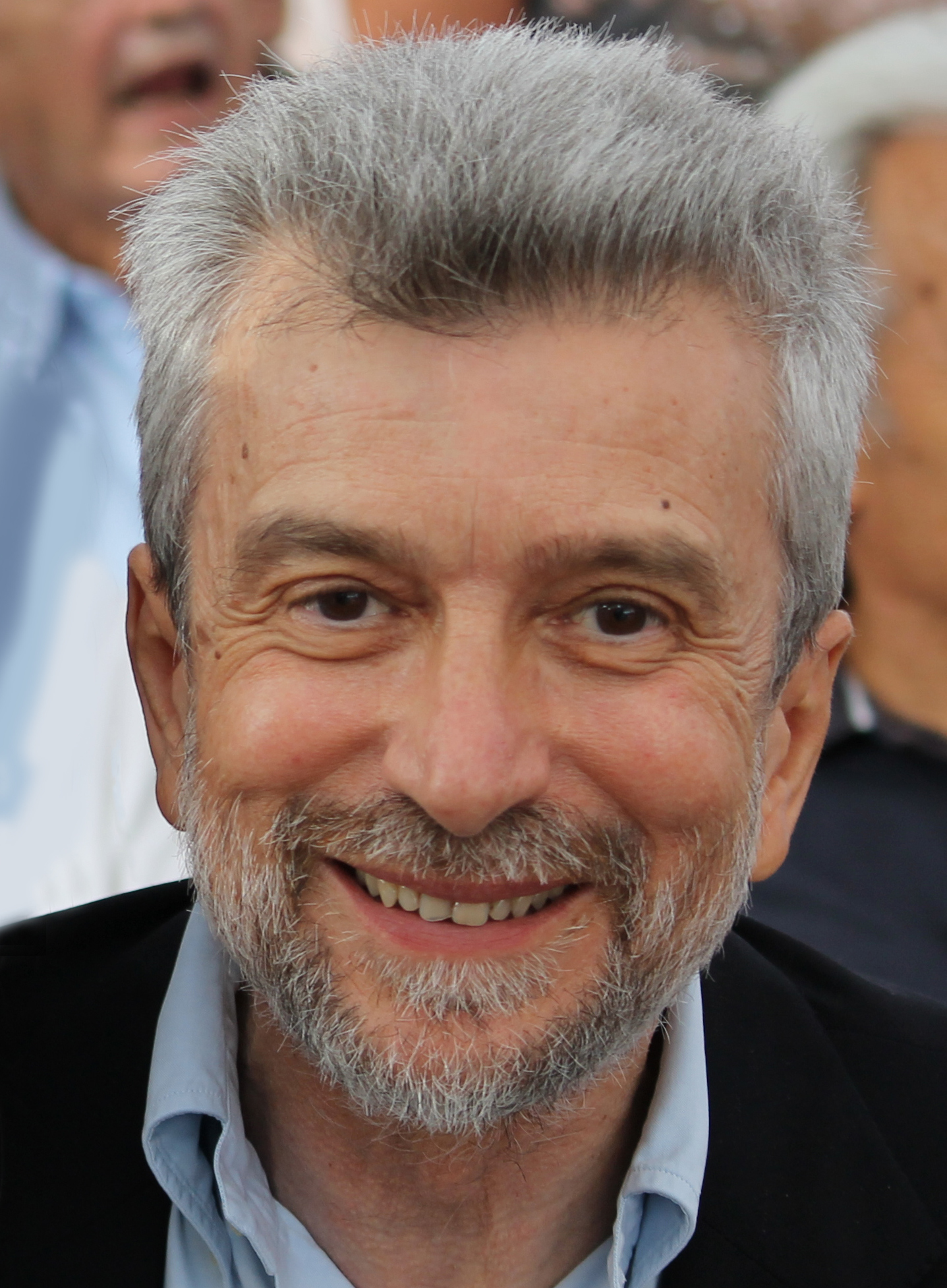
Cesare Damiano (2014)

Cesare Damiano (* 15. Juni 1948 in Cuneo) ist ein italienischer Gewerkschafter und Politiker der Partito Democratico (PD). Er war von 2006 bis 2008 Arbeitsminister.

## Leben
Damiano hat einen Fachoberschulabschluss in Buchhaltung und war Angestellter beim Kugellagerproduzenten RIV-SKF in Turin. Er trat 1970 der Metallarbeitergewerkschaft FIOM bei, einer Sparte des kommunistisch orientierten Gewerkschaftsbunds Confederazione Generale Italiana del Lavoro (CGIL). Ab 1974 war er Funktionär, ab 1976 Mitglied des Sekretariats (Vorstands) der FIOM in Turin und von 1980 bis 1990 Generalsekretär der Gewerkschaft in Piemont. Ab 1990 war er im Sekretariat des CGIL-Dachverbands (Camera del Lavoro) in Turin, 1991 wurde er dessen Generalsekretär. Parallel war er 1991–96 stellvertretender Generalsekretär der FIOM für ganz Italien. 2000–01 war er Generalsekretär der CGIL in Venetien.
Dann wechselte er in die Parteipolitik und wurde im Dezember 2001 ins nationale Sekretariat (d. h. den Parteivorstand) der Democratici di Sinistra (DS; Linksdemokraten) gewählt. Bei der Parlamentswahl 2006 wurde er erstmals in die Camera dei deputati (Abgeordnetenkammer) gewählt, der er bis 2018 als Vertreter Piemonts angehörte. Im Kabinett Prodi II war Damiano als Nachfolger von Roberto Maroni von Mai 2006 bis Mai 2008 Minister für Arbeit und soziale Vorsorge. Die DS fusionierten 2007 mit weiteren Mitte-links-Parteien zur Partito Democratico, der Damiano seither angehört. Maurizio Sacconi folgte ihm im Amt des Arbeitsministers.
In der Legislaturperiode von 2013 bis 2018 war Damiano Vorsitzender des Ausschusses für Arbeitspolitik in der Abgeordnetenkammer. Damiano gehört dem sozialdemokratischen Flügel der PD an und gründete 2017 die innerparteiliche Strömung Laburisti Dem. Bei der Wahl des Parteivorsitzenden 2017 unterstützte er die Kandidatur Andrea Orlandos, der jedoch Matteo Renzi unterlag. Zur Parlamentswahl 2018 trat er als Wahlkreiskandidat in Terni an, wurde aber nicht wiedergewählt. Im Herbst 2018 kündigte Damiano an, für den Parteivorsitz der PD kandidieren zu wollen, zog diese Kandidatur aber wieder zurück und unterstützte Nicola Zingaretti.